# Neocurupira tonnoiri
Neocurupira tonnoiri är en tvåvingeart som beskrevs av Lionel Jack Dumbleton 1963. Neocurupira tonnoiri ingår i släktet Neocurupira och familjen Blephariceridae. Inga underarter finns listade i Catalogue of Life.